# Electra (plaats)
Electra is een gehucht in de gemeente Westerkwartier in het noordwesten van de Nederlandse provincie Groningen, gelegen op een kunstmatig schiereiland aan de zuidzijde van een meander van het Reitdiep, in het noordoostelijkste puntje van de Oude Ruigezandsterpolder. Aan de oostzijde stroomt vanuit het zuiden de Kommerzijlsterriet in het Reitdiep. Bij Electra werd tussen 1918 en 1920 het gemaal De Waterwolf gebouwd voor de bemaling van bijna 100.000 hectare land in de provincies Groningen en Drenthe. De aanleg van schiereiland en gemaal vormden destijds een megaproject. Bij de bouw behoorde De Waterwolf met het Ir. D.F. Woudagemaal tot de grootste gemalen van Europa. Ten oosten van Electra ligt de buurtschap Lammerburen. Vroeger werd deze naam ook gebruikt voor Electra.
De naam Electra is afkomstig van het waterschap Electra dat dit gemaal beheerde en dat zijn naam weer ontleent aan het feit dat dit het eerste gemaal van Nederland was dat elektrisch werd aangedreven. Dit waterschap is uiteindelijk opgegaan in het waterschap Noorderzijlvest. Tussen 1975 en 1978 werden de elektromotoren van het gemaal echter door dieselmotoren vervangen.
De plaats heeft, naast het bekende gemaal, drie huizen (oorspronkelijk dienstwoningen), een zwembad (in 1946 ontstaan als natuurbad), een camping, een jachthaven met boothuis (uit 1930) en een hertenkampje. In 1967 werd het natuurbad verbouwd tot een zwembad. In 1975 werd het geheel uitgebreid met een recreatiegebied van ongeveer 4,5 hectare.
Bij Electra ligt ook een schutsluis, die werd gebruikt als het boezemwater hoog stond. Dit gebeurde nogal eens bij langdurige westenwinden, waardoor het water in de voormalige Lauwerszee te hoog was om bij Zoutkamp voldoende te kunnen spuien. Door de afsluiting van de Lauwerszee is de boezem van het gemaal aanmerkelijk uitgebreid en kan er vrijwel altijd gemalen worden.

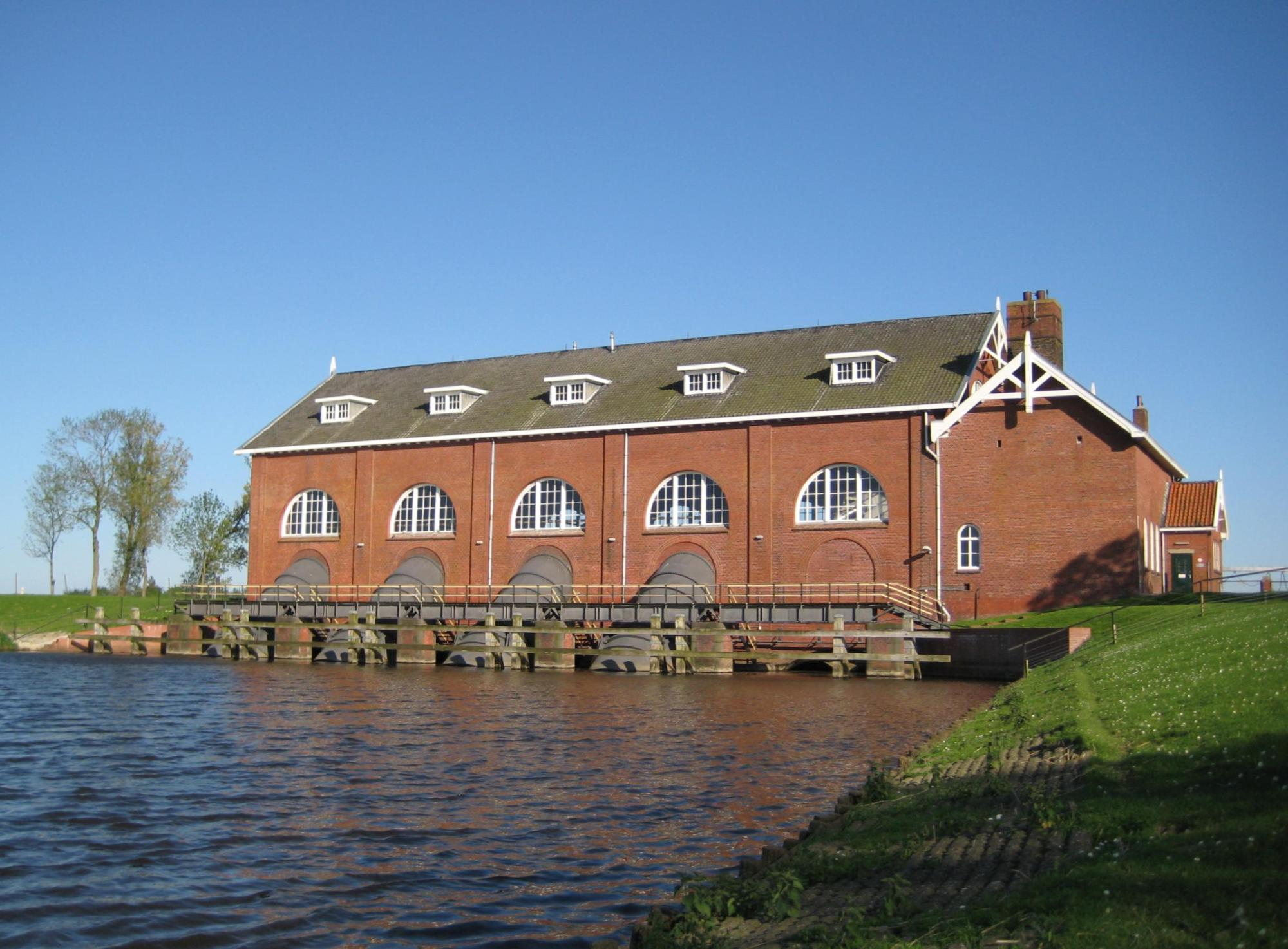
Gemaal De Waterwolf
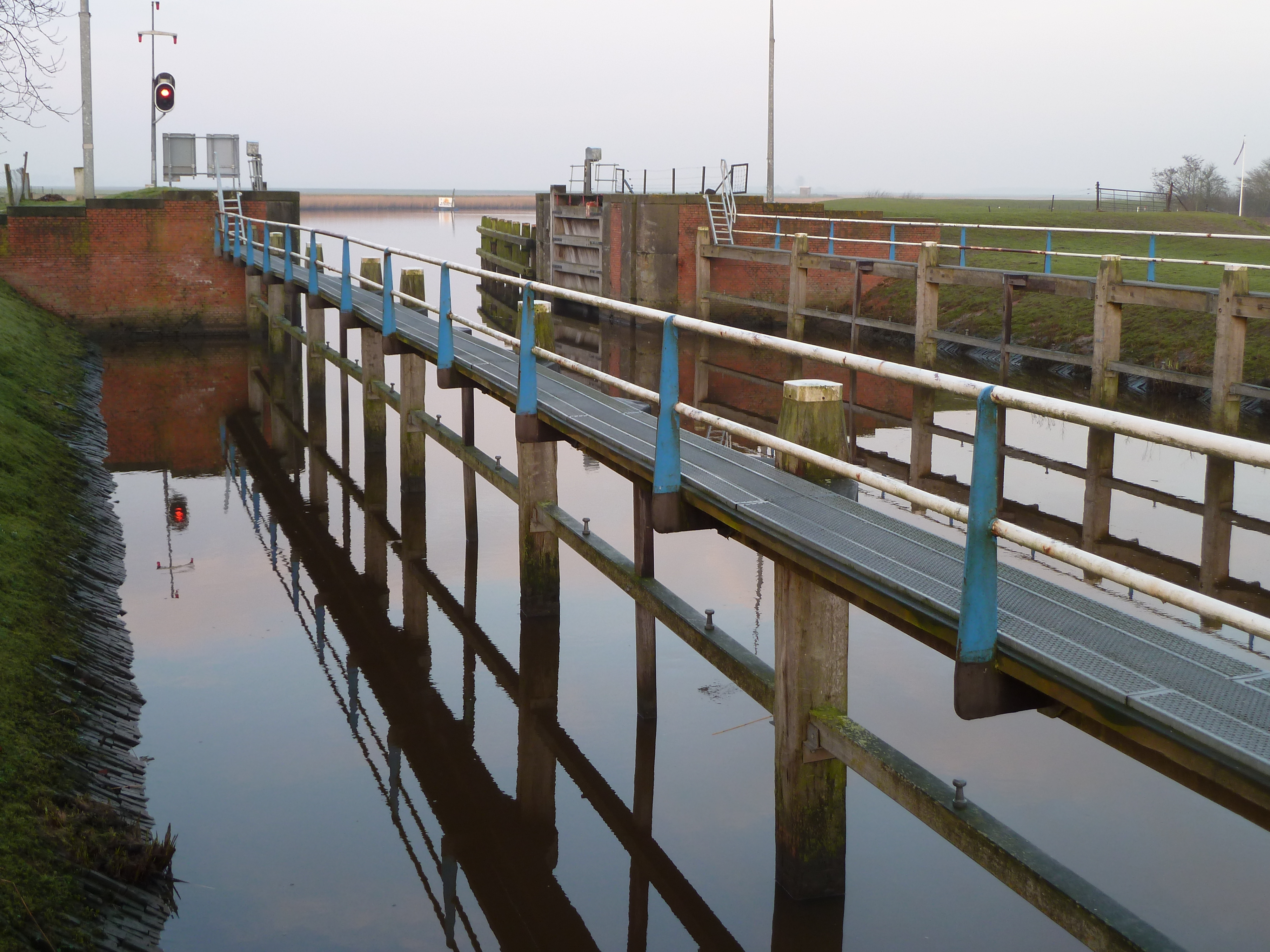
Schutsluis
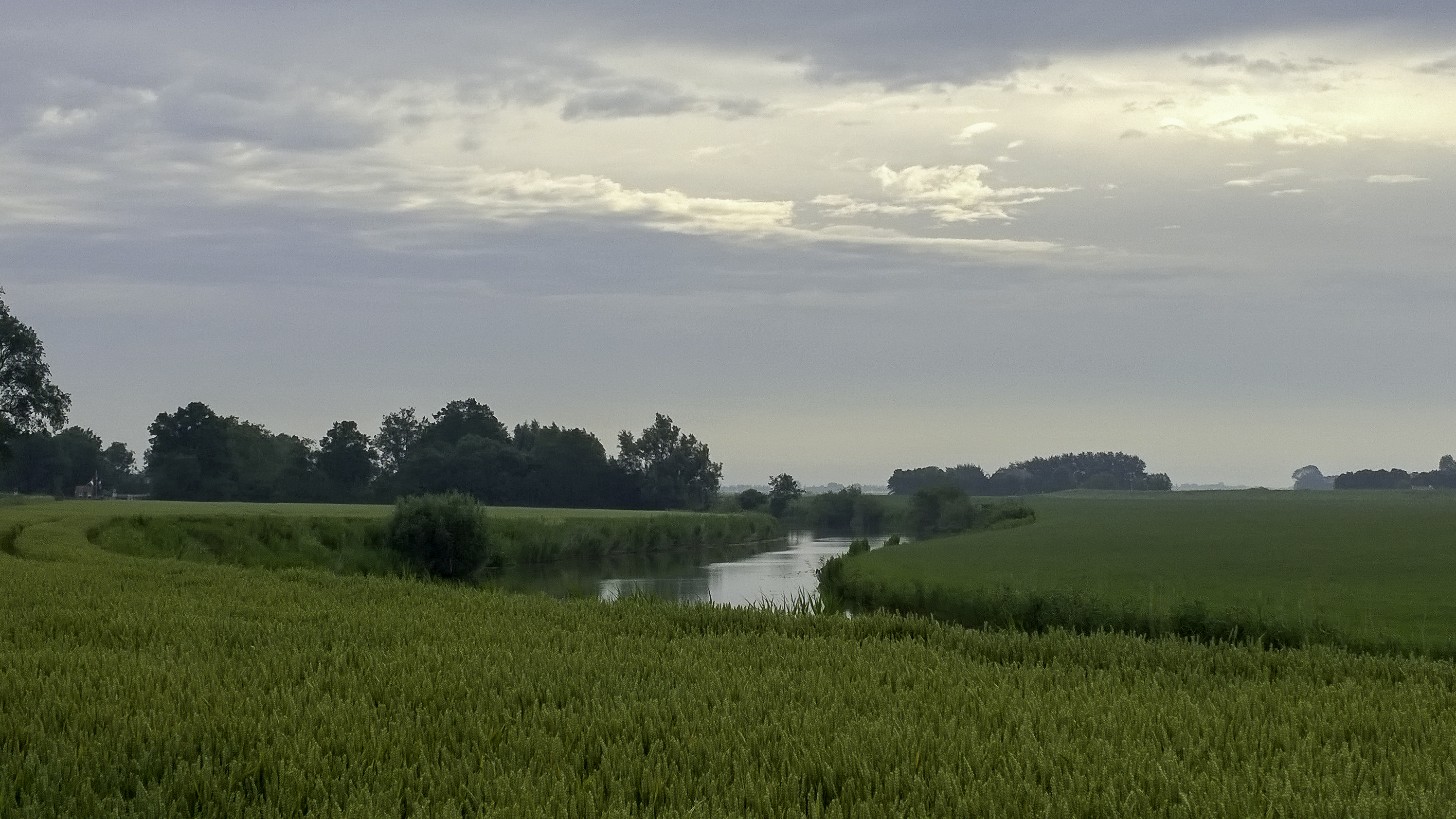
Kommerzijlsterriet bij Electra in de richting van het Reitdiep gezien